# Władysław Reichelt
Władysław Michał Reichelt (ur. 1 maja 1950 w Poznaniu) – polski polityk i przedsiębiorca, poseł na Sejm I kadencji.

## Życiorys
Ukończył w 1972 studia na Wydziale Konstrukcji Maszyn i Urządzeń Politechniki Poznańskiej. Do 1977 uprawiał wioślarstwo, był m.in. w kadrze narodowej i olimpijskiej. Po studiach pracował jako nauczyciel akademicki i w przemyśle. Od lat 90. zajmuje się prowadzeniem własnej działalności gospodarczej (m.in. hodowlą bydła mlecznego, sprzedażą pościeli wełnianej oraz obrotem nieruchomościami).
W 1991 został pierwszym prezydentem Unii Wielkopolan. W tym samym roku uzyskał mandat poselski z ramienia Kongresu Liberalno-Demokratycznego na Sejm I kadencji. W wyborach parlamentarnych w 2005 bez powodzenia kandydował do Senatu z ramienia Platformy Janusza Korwin-Mikke, a w wyborach samorządowych w 2006 był kandydatem Unii Polityki Realnej na prezydenta Poznania (zajął przedostatnie, 9. miejsce). Później przystąpił do Stronnictwa Demokratycznego, z którego został potem usunięty przez część partii uznającą przywództwo Pawła Piskorskiego. W odłamie partii jemu przeciwnym Władysław Reichelt został przewodniczącym wielkopolskiej rady naczelnej, która w wyborach prezydenckich w 2010 poparła kandydaturę Janusza Korwin-Mikkego. W wyborach samorządowych w 2010 ubiegał się bezskutecznie o stanowisko wójta gminy Czerwonak z ramienia lokalnego komitetu.